# Chiesa di Sant'Antonio Abate (Avegno)
La chiesa di Sant'Antonio abate è un luogo di culto cattolico situato nella frazione di Salto, in via Don Ansaldo, nel comune di Avegno nella città metropolitana di Genova. La chiesa è sede della comunità parrocchiale omonima del vicariato di Recco-Uscio-Camogli dell'arcidiocesi di Genova.

## Storia e descrizione
La chiesa fu edificata, secondo alcuni studi e ricerche dello storico Arturo Ferretto, nel 1464; due anni dopo (1466) fu edificato l'attiguo campanile. Soggetta alle dipendenze dell'antica pieve di Sant'Ambrogio di Uscio venne eletta al titolo di parrocchia con decreto dell'arcivescovo di Genova, cardinal Stefano Durazzo, datato al 22 dicembre del 1638.
La consacrazione, come si è potuto apprendere dagli archivi parrocchiali, avvenne nel 1641.